# Pietro Igneo Aldobrandini
Pietro Igneo Aldobrandini  , né vers 1020 à Florence, Italie,  et mort en 1089, est un  cardinal italien de l'Église catholique.  Il est un parent de Jean Gualbert, le fondateur des bénédictins de Vallombrose et Pietro Aldobrandini devient membre de cet ordre.

## Biographie
Aldobrandini est prieur de  Passignano et abbé de San Salvatore à Fucecchio. Le pape Grégoire VII l'appelle  à Rome.
Il  est créé cardinal en 1072 par Alexandre II. Aldobrandini est légat en Italie, en Allemagne et en France. Il participe à l'élection du pape Victor III en 1086 et à l'élection d'Urbain II en 1088.